# Greater Than Love
Greater Than Love é um filme mudo do gênero drama produzido nos Estados Unidos e lançado em 1921.